# The Vamps
The Vamps er et britisk pop band der består af medlemmerne Bradley Simpson (Forsanger og guitarist), Connor Ball (basguitarist og sanger), James McVey (guitarist og sanger) og Tristan Evans (sanger og trommeslager). I Danmark er de mest kendte for deres single "All Night", som er lavet i samarbejde med norske Matoma. Gruppen blev dannet i begyndelsen af 2012 og underskrev en kontakt hos Mercury Records i november samme år. The Vamps støttede McFly på deres Memory Lane Tour i begyndelsen af 2013, de optrådte også på flere festival arrangementer rundt om i Storbritannien som støtte for bands som The Wanted, JLS, Little Mix, Lawson og Demi Lovato.

## Medlemmer

### Brad Simpson
Bradley William "Brad" Simpson, født 28. juli 1995 (29 år). Brad er vokalist, guitarist og kan spille klaver. Er fra Sutton Coldfield, West Midlands. Brad mødte James McVey via YouTube i 2011, og de har arbejdet på deres debutalbum siden.

### James McVey
James Daniel McVey, født 30. april 1994 (30 år). Han er guitarist og vokalist. Oprindeligt er han fra Chester, men han flyttede til syd, da han var fire år gammel. Han elsker at rejse til nye steder, opleve nye og forskellige kulturer. Han har en søster og en kat. James mødte Brad Simpson via YouTube i 2011, og de har arbejdet på deres debutalbum siden.

### Connor Ball
Connor Samuel John Ball, født 15. marts 1996 (29 år). Er bassist og vokalist. Født i Aberdeen, Skotland er fra Hatton, Warwickshire. Han var den sidste til at slutte sig til bandet.

### Tristan Evans
Tristan Oliver Vance Evans, født 15. august 1994 (30 år).  Er trommeslager, vokalist og  er fra Exeter. Han fungerer også som producer for bandet, især med deres covers. Tristan kan spille forskellige instrumenter som trommer, guitar og klaver. Han begyndte at spille på trommer i en alder af 7 år, fordi han havde så meget energi, at hans forældre besluttet at han skulle bruge den energi.

## Turne
The Vamps støttede McFly på deres Memory Lane Tour i april og maj 2013 og Selena Gomez på Londons Hammersmith Apollo den 7. og 8. september 2013. I oktober blev det annonceret, at The Vamps ville støtte Taylor Swift på London ben af hendes røde Tour i februar 2014 og The Wanted i Storbritannien og Irland ben af deres Word of Mouth World Tour fra 14 marts - 1 APRIL. Den 12. februar 2014 bandet annonceret, at de vil være hovednavn på deres egen britiske turné i september og oktober 2014
De besøgte Danmark for første gang den 5. juni 2017, da de varmede op for Little Mix på deres "Glory Days Tour". Den 1. juni 2018 kom de igen til Danmark på deres egen "Night & Day Tour". 

## Diskografi
- Meet the Vamps (2014)
- Wake Up  (2015)
- Night & Day (night-udgave) (2017) og Night & Day (day-udgave) (2018)